# 구아이링
구아이링(중국어 간체자: 谷爱凌, 정체자: 谷愛凌, 병음: Gǔ Àilíng, 한자음: 곡애릉) 혹은 아일린 펑 구(영어: Eileen Feng Gu, 2003년 9월 3일~)는 미국 태생 중화인민공화국의 프리스타일 스키 선수로 주 종목은 빅에어, 슬로프스타일, 하프파이프이다. 태생지인 미국 국가대표로 활동했으나 2019년부터 중화인민공화국 국가대표 선수로 활동하고 있다. 2022년 동계 올림픽에서 18세의 나이로 빅에어 종목과 하프파이프 종목에서 금메달을 획득하며 역대 최연소 올림픽 프리스타일 우승자가 되었다.

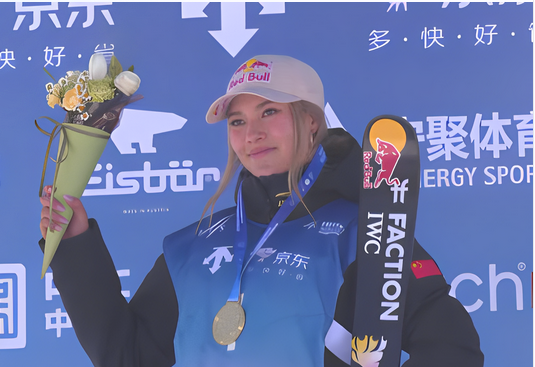
2023년 12월 장자커우 월드컵 당시의 구아이링

## 같이 보기
- 올림픽 프리스타일 메달리스트 목록